# Rochester Airport
Rochester Airport är en flygplats i Storbritannien.   Den ligger i kommunen Medway och riksdelen England, i den sydöstra delen av landet, 50 km öster om huvudstaden London. Rochester Airport ligger 125 meter över havet.
Terrängen runt Rochester Airport är huvudsakligen platt, men västerut är den kuperad. Rochester Airport ligger uppe på en höjd. Runt Rochester Airport är det tätbefolkat, med 913 invånare per kvadratkilometer. Närmaste större samhälle är Chatham, 3,4 km nordost om Rochester Airport. Runt Rochester Airport är det i huvudsak tätbebyggt.